# Ragnarök

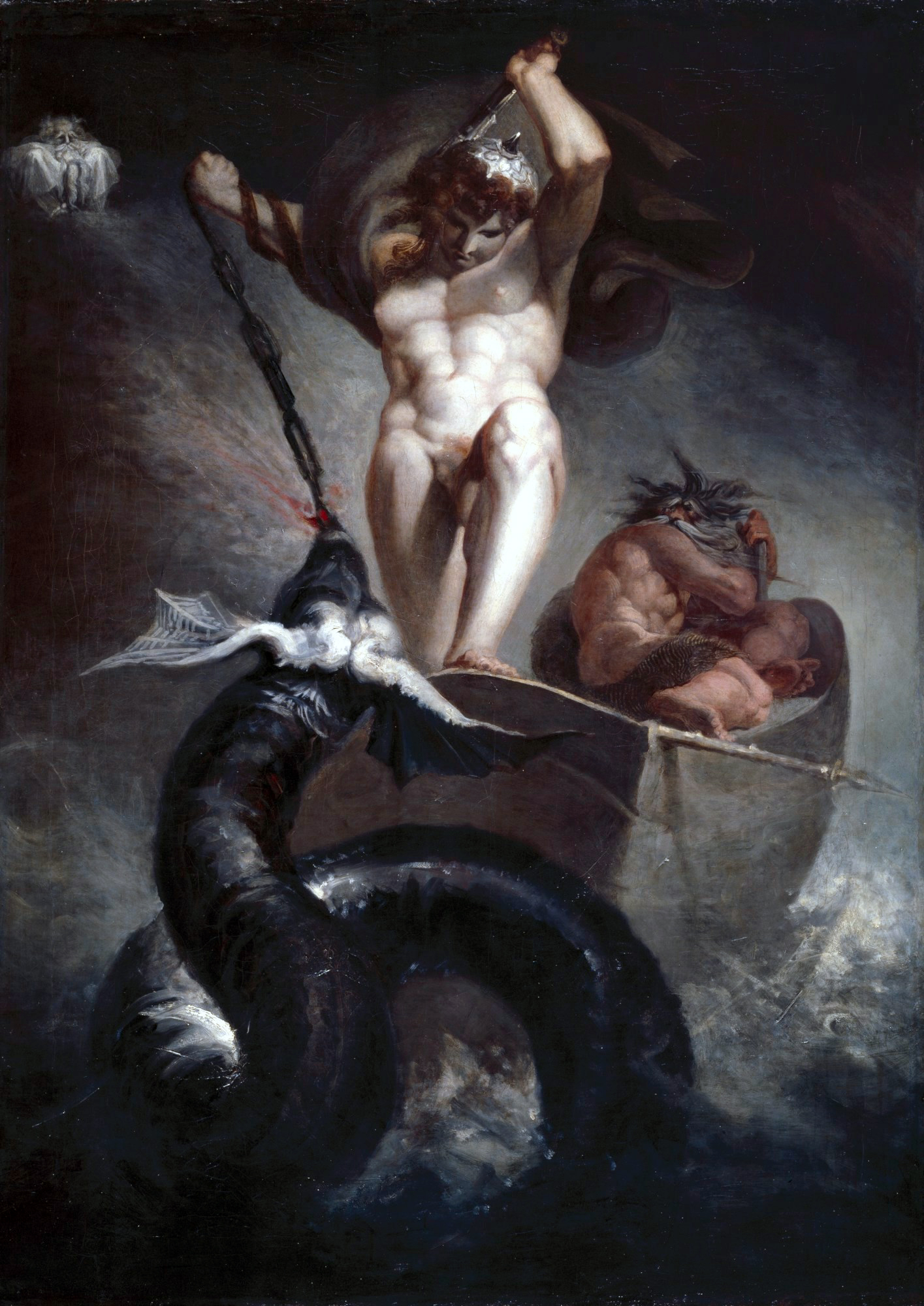
Thor peleando contra la serpiente Jörmundgander, cuadro de Johann Heinrich Füssli (1788).

En la mitología nórdica, Ragnarök (en español: "destino de los dioses")1 es la batalla del fin del mundo. Esta batalla será emprendida entre los dioses, los Æsir y los einherjar, liderados por Odín y los gigantes de fuego liderados por Surt, a los cuales también se les unen los jotun liderados por Loki. No solo los dioses, los gigantes y los monstruos perecerán en esta conflagración, sino que prácticamente todo en el universo será destruido.
En las sociedades guerreras vikingas, el morir en batalla era un destino admirable, y esto se tradujo en la adoración de un panteón en el que los dioses mismos no son eternos, sino que algún día serán derrotados, en el Ragnarök. En las propias sagas y poesía escáldica de los pueblos nórdicos aparecen claramente definidos los acontecimientos del Ragnarök, se conoce quién luchará contra quién, así como los destinos de los participantes en esta batalla. El Völuspá (Profecías de Völva — una vidente), la primera serie del Edda poética (Edda mayor), que data desde 1000 d. C., cuenta la historia de los dioses, desde el inicio del tiempo hasta el Ragnarök, en 65 estrofas. La Edda prosaica (Edda menor), escrita dos siglos después por Snorri Sturluson, describe en detalle qué ocurrirá antes, durante y después de la batalla.
Lo que es único sobre el Ragnarök como historia apocalíptica (en el estilo Armagedón) es que los dioses ya saben a través de la profecía lo que va a suceder: qué avisará de la llegada del acontecimiento, quién será asesinado por quién, y así sucesivamente. Incluso saben que ellos no tienen el poder de evitar el Ragnarök. Esto está relacionado con el concepto de destino (véase Urðr, Wyrd) de los pueblos nórdicos antiguos.

## Etimología
La palabra Ragnarök consta de dos partes: ragna es el plural genitivo de regin, 'dioses' o 'poderes gobernantes', mientras que rök significa 'destino'. Etimológicamente tanto regin/ragna como rök derivan de la misma raíz proto-indoeuropea *rak o *reĝ- ('llevar hacia adelante, poner en su lugar, gobernar'). En el caso de rök, la raíz *reĝ- se vuelve *reig-, 'estirar la mano' o 'asir una oportunidad', de allí el sentido del 'alcance (máximo)' o 'destino final' (cf. reach, 'alcance' en inglés o en alemán reichen). En el siglo XIII, poetas nórdicos, probablemente por cuestión de estilo, cambiaron la palabra ragnarök por ragnarökkr. El término rökkr deriva por su parte del protoindoeuropeo *reg (w) os-, 'oscuridad, penumbra, atardecer'. La traducción alemana del vocablo ragnarökkr es Götterdämmerung, un término popularizado en el siglo XIX por Richard Wagner en su ciclo El Anillo del Nibelungo, cuya última ópera es El crepúsculo (u ocaso) de los dioses (Götterdämmerung, en alemán).

## Preludio
A continuación se van a enumeran los acontecimientos principales significativos del inicio del Ragnarök:
1. El nacimiento de las tres criaturas más malvadas y poderosas, descendientes de Loki y Angrboda, llamados: Jörmundgander, Fenrir y Hela (o Hel).
2. La muerte de Balder y el castigo de Loki, quien fuera el autor intelectual y probablemente material de dicha muerte, al atacarlo con muérdago, siendo este el único ser que no prometió no atacar a Balder. Por dicha acción, Loki sería condenado a permanecer atado con cadenas mientras se le vertia ácido en la cabeza, tortura de la cual se liberaría a tiempo para la batalla final.

## Profecías sobre el Ragnarök
El Ragnarök será precedido por el Fimbulvetr, el Invierno de Inviernos: tres inviernos sucesivos se seguirán uno a otro sin verano. Como resultado, explotarán los conflictos y las peleas, y todos los mortales desaparecerán.
Después de una persecución perpetua, el lobo Sköll y su hermano Hati finalmente devorarán a la diosa Sól y a su hermano Máni, respectivamente. Las estrellas desaparecerán de los cielos, sumiendo la Tierra en la oscuridad.
La tierra se estremecerá tan violentamente que los árboles serán arrancados de raíz y las montañas caerán; cada unión y cada eslabón se romperá y se separará, liberando a Loki y su hijo, el lobo Fenrir. El terrible hocico de este lobo se abrirá tanto, que la parte inferior de su quijada raspará contra la tierra y la parte superior de su quijada ejercerá presión contra el cielo. Las llamas bailarán en sus ojos y saltarán de sus fosas nasales.
Eggthér, el vigilante de los Jotuns, se sentará en su tumba y rasgará su arpa, sonriendo severamente. El gallo rojo Fjalar cantará a los gigantes y el gallo de oro Gullinkambi cantará a los dioses. Un tercer gallo2, de color rojo óxido, levantará a los muertos en Hel.
Jörmundgander, la serpiente de Midgard, se levantará del lecho profundo del océano para dirigirse hacia la Tierra, retorciéndose y girando con furia sobre sí misma, provocando que los mares se alcen y azoten contra la tierra. Con cada respiración, la serpiente arrojará veneno, salpicando la Tierra y el Cielo con él.
De las tierras del este, el ejército de Jotun, conducido por Hrym, saldrá de su hogar en Jötunheim y navegará en la espantosa nave Naglfar (fabricada con las uñas de hombres muertos), que serán liberados por la marejada y la inundación, hacia los campos de batalla de Vigrid.
Desde el norte, una segunda nave dirigirá sus velas hacia Vigrid, con Loki, ahora desatado, como timonel, y los horrorosos habitantes de Hel como peso muerto.
El mundo entero estará en guerra, el aire temblará con los ruidos, fragores y ecos. En medio de esta agitación, los gigantes de fuego de Muspelheim, conducidos por Surt, avanzarán hacia el sur y partirán en dos el mismísimo cielo, cerca de Vigrid, dejando todo a su paso ardiendo en llamas. Mientras cabalgan hacia Bifrost, el puente del arco iris, este se agrietará y se romperá tras ellos. Garm, el perro del infierno frente a Gnipahellir, también conseguirá liberarse. Él se unirá a los gigantes de fuego en su marcha hacia Vigrid.
De esta manera, todos los Jotuns y todos los habitantes de Hel, Fenrir, Jormundgander, Garm, Surt y los hijos ardientes de Muspelheim, se reunirán en Vigrid. Todos ellos llenarán el vasto terraplén que se extiende a ciento veinte leguas en cada dirección.
Mientras tanto, Heimdal, siendo el primero de los dioses que verá a los enemigos acercarse, hará sonar su cuerno Gjallarhorn, con tal ímpetu, que será oído a través de los nueve mundos. Todos los dioses despertarán e inmediatamente se reunirán en consejo. Después, Odín montará Sleipnir y galopará a la morada de Mimir para consultarle sobre el destino de su pueblo y de él mismo.
Entonces, Yggdrasil, el árbol del mundo, se sacudirá desde la raíz a la copa. Todo en la tierra, el cielo y Hel temblará. Todos los Æsir y Einherjar se pondrán sus vestimentas de batalla. Este extenso ejército (432.000 Einherjer — 800 de cada una de las 540 puertas del Valhalla) marchará hacia Vigrid y Odín cabalgará al frente, usando un casco de oro y una faja brillante, blandiendo su lanza Gungnir.

## La batalla final
Odín se dirigirá hacia Fenrir; y Thor a su derecha, no podrá ayudarle porque Jörmungandr, la serpiente gigante, inmediatamente lo atacará. Freyr se enfrentará al gigante de fuego Surt, pero se convertirá en el primero de todos los dioses en sucumbir, pues él habrá prestado su propia espada a su criado Skirnir. Todavía quedará una larga batalla antes de que sucumba Freyr. Tyr logrará matar a Garm, pero será herido tan seriamente que morirá, pero solo hasta poco después de que el mundo sea destruido por el fuego. Heimdall se encontrará con Loki, y ninguno sobrevivirá el igualado encuentro.
Thor matará a Jörmungandr con su martillo Mjölnir, pero solo podrá dar nueve pasos antes de caer muerto, envenenado por la saliva venenosa que Jörmungandr escupió sobre él. Odín peleará con su poderosa lanza Gungnir contra Fenrir, pero finalmente será devorado por el lobo después de una larga batalla. Para vengar a su padre, Vidar llegará inmediatamente y pondrá un pie en la quijada del lobo. En este pie él calzará el zapato que ha estado forjando desde el principio de los tiempos, que consiste en tiras de cuero cortadas por los hombres sobre los dedos del pie y los talones de sus zapatos. Con una mano agarrará la quijada del lobo y quebrará su garganta, matándole por fin.
Entonces, Surt quemará el universo entero con fuego. La muerte llegará a todos los seres en la Tierra. El sol se apagará y las estrellas desaparecerán de los cielos. Surgirán vapores tóxicos y las llamas estallarán, abrasando el cielo con el fuego. Finalmente, la tierra se hundirá en el mar.

## Consecuencias
Después de la destrucción, una tierra nueva emergerá del mar, verde y justa. Los cereales madurarán en los campos que nunca fueron sembrados. El prado Iðavöllr, en el Asgard ahora destruido, no habrá sucumbido al final de todo. El sol reaparecerá como Sól, ya que antes de ser tragada por Sköll, habrá dado a luz a una hija, idéntica a ella. Esta hija virginal reanudará el camino de su madre en el nuevo cielo.
Unos cuantos dioses sobrevivirán a la dura prueba: el hermano de Odín, Vili, los hijos de Odín, Vidar y Vali, los hijos de Thor, Modi y Magni, que heredarán el martillo mágico de su padre, Mjölnir, y finalmente Hœnir, que sostendrá las dos varas de madera y preverá lo que está por venir. Balder y su hermano Höðr, quienes murieron antes del Ragnarok, emergerán del infierno y se postrarán en los aposentos de Odín, el Valhalla de los cielos. Al reunirse en Idavöll, estos dioses se sentarán juntos, discutirán su conocimiento oculto y charlarán sobre muchas cosas que han sucedido, incluyendo el mal de Jörmungandr y Fenrir. En la hierba encontrarán los tableros de ajedrez de oro, los cuales utilizaron los Æsir, y admirarán esta maravilla. (Ninguna de las diosas es mencionada en las varias versiones de las consecuencias de Ragnarök, pero se asume que Frigg, Freyja y otras diosas han sobrevivido).
Dos seres humanos también escaparán a la destrucción del mundo ocultándose profundamente dentro de la madera del Yggdrasil -algunos dicen que en el Bosque de Hodmímir - donde la espada de Surt no tiene poder de destrucción. Les llamarán Líf y Lífthrasir (en nórdico antiguo, Líf ok Lífþrasir). Emergiendo de su refugio, Líf (o liv, 'vida') y su esposo Lífþrasir ('quien desea o busca la vida') vivirán en el rocío de la mañana y repoblaran el mundo humano. Adorarán su nuevo panteón de dioses, gobernado por Balder.
Todavía existirán muchas moradas que contendrán las almas de los muertos. Según la Edda prosaica, otro cielo existe al sur y sobre Asgard, llamado Andlang, y un tercer cielo sobre este, llamado Vidblain; y estos lugares ofrecerán protección mientras el fuego de Surt quema al mundo. De acuerdo a los dos 'Eddas', después del Ragnarok, el mejor lugar de todos será Gimlé, un edificio más favorable que el sol, cubierto con oro, en el cielo. Allí, los dioses vivirán en la paz entre ellos y con otros. Existirá Brimir, un aposento en Ókólnir ('nunca frío'), en donde una gran cantidad de buenas bebidas serán servidas. Y existirá Sindri, un excelente aposento hecho enteramente de oro rojo, en Nidafjoll ('montañas oscuras'). Las almas de voluntad buena y virtuosa vivirán en estos lugares.
La Edda prosaica también menciona otra morada llamada Náströnd ('playa de cadáveres'). Náströnd será parte del inframundo y será tan vil como extensa: ninguna luz del sol llegará a este lugar; todas sus puertas se ubicarán de cara al norte; sus paredes y azotea serán hechas de serpientes entrelazadas, con sus cabezas mirando hacia adentro, arrojando tanto veneno que correrá como ríos en los pasillos. Los asesinos, los que rompen sus promesas y los incestuosos nadarán a través de estos ríos por siempre.
Y en el peor lugar de todos, Hvergelmir, los Nidhogg que hayan sobrevivido al Ragnarök torturarán los cuerpos de los muertos, succionando la sangre de sus cuerpos.
Después de todo, en este mundo nuevo, la maldad y la miseria no existirán más, los dioses y los hombres vivirán juntos en paz y armonía. Los descendientes de Lif y de Lifthrasir habitarán Midgard.